# Grampian (Pennsylvanie)
Pour les articles homonymes, voir Grampian.
Grampian est un borough situé au centre du comté de Clearfield, en Pennsylvanie, aux États-Unis,. En 2010, il comptait une population de 356 habitants. Il est incorporé le 6 décembre 1885.

## Démographie
Lors du recensement de 2010, le borough comptait une population de 356 habitants. Elle est estimée, en 2019, à 353 habitants.

### Source de la traduction
- (en) Cet article est partiellement ou en totalité issu de l’article de Wikipédia en anglais intitulé « Grampian, Pennsylvania » (voir la liste des auteurs).